# Tanichthys albonubes
O Tanictis (Tanichthys albonubes) é uma pequena espécie de Água doce , frequentemente mantido no  aquário. Ele é um membro da família Cyprinidae da ordem Cypriniformes, nativo da China.
A espécie foi descoberta na Montanha da Nuvem Branca (白雲山; Pinyin Bái Yún Shān) em Guǎngdōng em 1930 por um Escoteiro-Chefe chamado  Tan. Daí o nome do Gênero Tanichthys ("peixe de Tan"). O nome da espécie , albonubes vem do Latim alba nubes (nuvem branca).